# الک پوینت (داکوتای جنوبی)
الک پوینت(به انگلیسی: Elk Point) شهری در ایالت داکوتای جنوبی کشور ایالات متحده آمریکا است که جمعیت آن در سرشماری سال ۲۰۱۰ میلادی، ۱٬۹۶۳ نفر بوده‌است.